# Bathypluta metoeca
Bathypluta metoeca är en fjärilsart som beskrevs av Diakonoff 1950. Bathypluta metoeca ingår i släktet Bathypluta och familjen vecklare. Inga underarter finns listade i Catalogue of Life.